# 클로드 길링워터

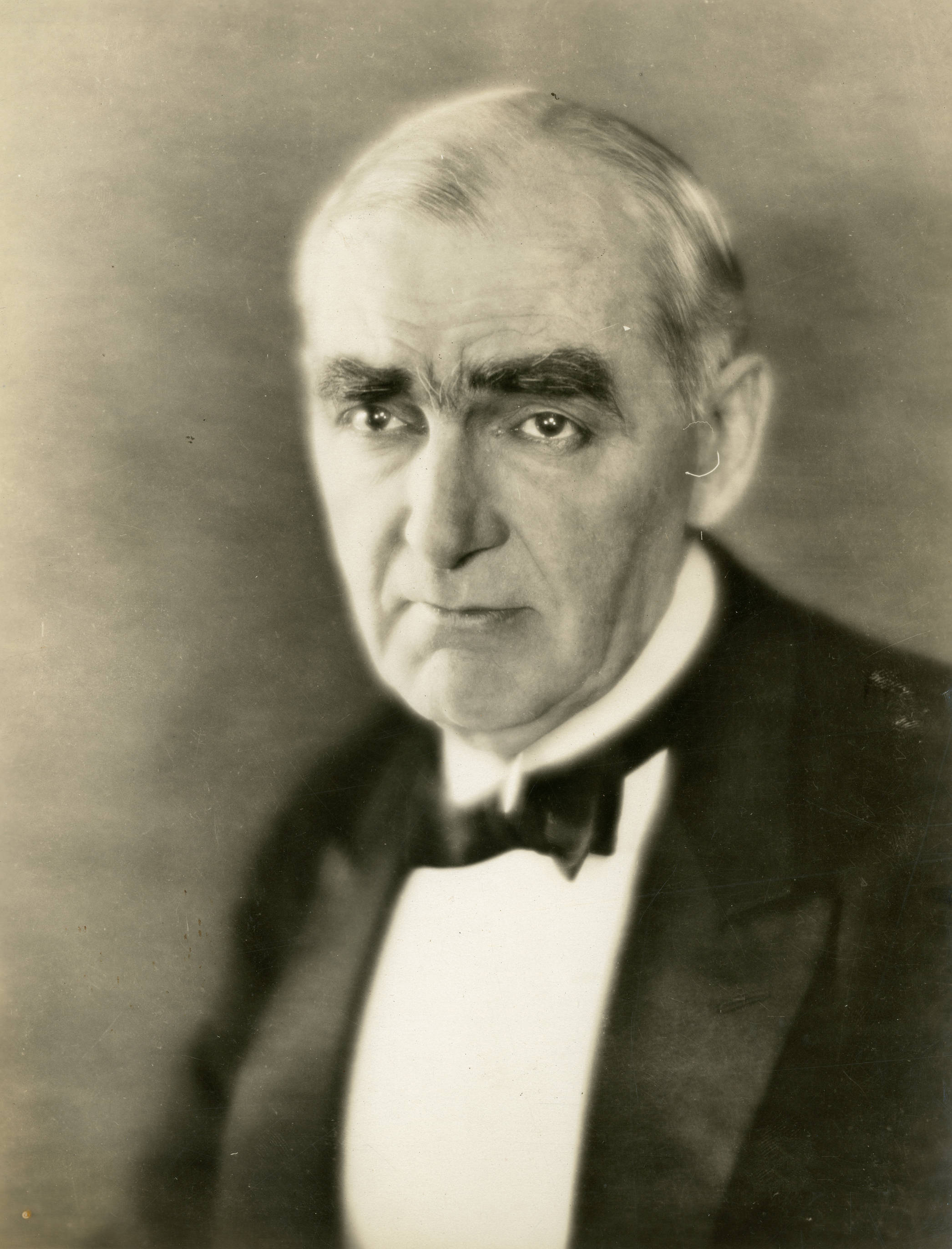

클로드 길링워터(Claude Gillingwater, 1870년 8월 2일 ~ 1939년 11월 1일)는 미국의 배우이다.
베벌리힐스에서 사망하였다. 사인은 총상이다. 포리스트 론 메모리얼 파크에 매장되었다.

## 영화
- 저스트 어라운드 더 코너 (1938년)
- 리틀 미스 브로드웨이 (1938년)
- 정복자 (1937년)
- 푸어 리틀 리치 걸 (1936년)
- 상어섬의 죄수 (1936년)
- 미시시피 (1935년)
- 두 시민 이야기 (1935년)
- 캡틴 헤이트 더 씨 (1934년)
- 키스 미 어게인 (1930년)
- 스타크 매드 (1929년)
- 오 케이! (1928년)
- 소공자 (1921년)